# Roman Imielski
Roman Imielski (ur. 1972 w Sosnowcu) – polski dziennikarz, od 2019 zastępca redaktora naczelnego „Gazety Wyborczej”.

## Życiorys
Jest absolwentem historii na Uniwersytecie Śląskim w Katowicach. 
W latach 1995–2001 pracował jako reporter w katowickim dodatku do „Gazety Wyborczej”. Od 2001 pracuje w redakcji tego dziennika w Warszawie. Był kolejno zastępcą kierownika działu sportowego, zastępcą kierownika i kierownikiem działu zagranicznego, sekretarzem redakcji i kierownikiem działu krajowego. W listopadzie 2019 objął funkcję zastępcy redaktora naczelnego, koordynując prace działu krajowego oraz treści politycznych publikowanych na portalu internetowym. Od 1 stycznia 2024 pełni funkcję pierwszego zastępcy redaktora naczelnego "Gazety Wyborczej". 
W 2018 wraz z Radosławem Leniarskim wydał książkę pt. Najważniejszy mecz Kremla poświęconą mundialowi w Rosji.